# Interporto FC
Az Interporto Futebol Clube, röviden Interporto, egy brazil labdarúgócsapat, melyet 1990. június 13-án hoztak létre Porto Nacionalban. Tocantins állam bajnokságában és az országos negyedosztályban, a Série D-ben szerepel.

## Sikerlista

### Állami
- 4-szeres Tocantinense bajnok: 1999, 2013, 2014, 2017
- 1-szeres 2ª Divisão bajnok: 2009
- 1-szeres Copa Tocantins győztes: 1998

## Játékoskeret
2018-tól 
| # |     | Poszt | Név               |
| - | --- | ----- | ----------------- |
|   | BRA | K     | Tiago Rocha       |
|   | BRA | K     | Carlão            |
|   | BRA | K     | Erick             |
|   | BRA | V     | Pedro Panca       |
|   | BRA | V     | Vitor Ferreira    |
|   | BRA | V     | Denilson          |
|   | BRA | V     | Rodrigo Paganelli |
|   | BRA | V     | Rafael Pasa       |
|   | BRA | V     | Viturino          |
|   | BRA | V     | Alisson           |
|   | BRA | KP    | Ildemar           |
|   | BRA | KP    | Jean Carlos       |
|   | BRA | KP    | Marcos Paullo     |
|   | BRA | KP    | Marcos Barros     |

| # |     | Poszt | Név                 |
| - | --- | ----- | ------------------- |
|   | BRA | KP    | Iuri                |
|   | BRA | KP    | Léo                 |
|   | BRA | KP    | Rodrigo             |
|   | BRA | KP    | Guilherme Rodrigues |
|   | BRA | KP    | Joadson             |
|   | BRA | CS    | Antõnio Flávio      |
|   | BRA | CS    | Leanderson          |
|   | BRA | CS    | Erico Junior        |
|   | BRA | CS    | Warley              |
|   | BRA | CS    | Patrick             |
|   | BRA | CS    | Ederson             |
|   | BRA | CS    | Afonso              |
|   | BRA | CS    | Roni                |
|   | BRA | CS    | Rafael Tardini      |